# 科爾蘇尼夫卡 (瓦爾基區)
49°48′27″N 35°32′34″E / 49.80750°N 35.54278°E
科爾蘇尼夫卡（烏克蘭語：Корсунівка）是位於烏克蘭東部的村莊，由哈爾科夫州博霍杜希夫區的瓦爾基市鎮負責管轄。該村始建於1690年，面積6.49平方公里，海拔高度186米，2001年人口120，人口密度每平方公里18.5人。